# أ. لورنس ليون
أ. لورنس ليون (بالإنجليزية: A. Laurence Lyon)‏ هو كاتب ترانيم وملحن أمريكي، ولد في 1934، وتوفي في 2006.

## وصلات خارجية
- أ. لورنس ليون على موقع ميوزك برينز (الإنجليزية)